# Vaplan
Vaplan är en tätort i Krokoms kommun i Jämtland. 

## Historia
Vaplan var en industriort belägen mellan Nälden och Ytterån. Bruksepoken började 1839 genom att Lars Olofsson i Tullus köpte upp marken kring ett vattenfall i Vaplan och anlade ett järnmanufakturverk. Järnet transporterades till Vaplan från Rönnöfors i Offerdals socken. Den industriella utvecklingen gick fort. I mitten på 1800-talet hade även såg, kvarn, brännvinsbränneri, tegelbruk, vadmalsstamp, färgeri och pappersbruk anlagts i Vaplan. 
I mitten på 1900-talet var Vaplan en framgångsrik industriort. Senare har orten minskat i betydelse. Numera[när?] är orten mest känd för Waplans Mekaniska Verkstad AB.

### Befolkningsutveckling
| Befolkningsutvecklingen i Vaplan 1960–2020 | Befolkningsutvecklingen i Vaplan 1960–2020 | Befolkningsutvecklingen i Vaplan 1960–2020 | Befolkningsutvecklingen i Vaplan 1960–2020 | Befolkningsutvecklingen i Vaplan 1960–2020 |
| ------------------------------------------ | ------------------------------------------ | ------------------------------------------ | ------------------------------------------ | ------------------------------------------ |
|                                            |                                            |                                            |                                            |                                            |
| År                                         |                                            |                                            | Folkmängd                                  | Areal (ha)                                 |
| 1960                                       | 1960                                       |                                            | 234                                        |                                            |
| 1965                                       | 1965                                       |                                            | 242                                        |                                            |
| 1970                                       | 1970                                       |                                            | 214                                        |                                            |
| 1980                                       | 1980                                       |                                            | 244                                        |                                            |
| 1990                                       | 1990                                       |                                            | 274                                        | 56                                         |
| 1995                                       | 1995                                       |                                            | 258                                        | 56                                         |
| 2000                                       | 2000                                       |                                            | 260                                        | 56                                         |
| 2005                                       | 2005                                       |                                            | 259                                        | 56                                         |
| 2010                                       | 2010                                       |                                            | 263                                        | 56                                         |
| 2015                                       | 2015                                       |                                            | 259                                        | 59                                         |
| 2020                                       | 2020                                       |                                            | 262                                        | 62                                         |
|                                            |                                            |                                            |                                            |                                            |